# Martin Frobisher

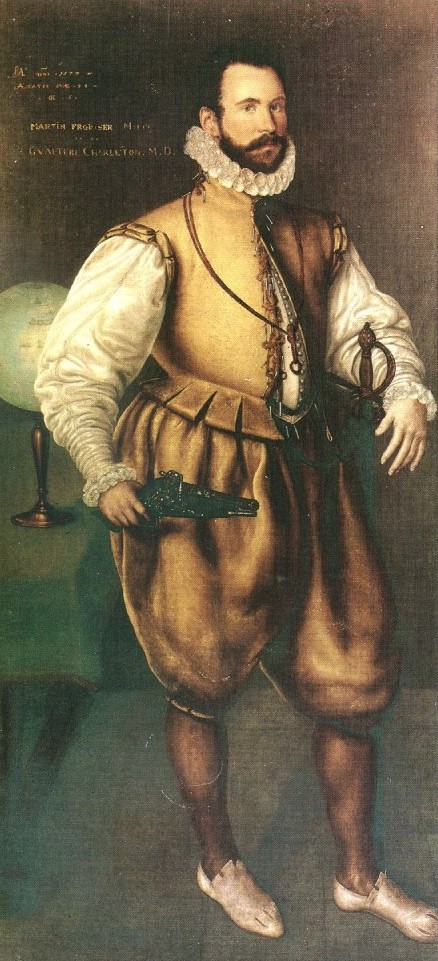
Martin Frobisher

Sir Martin Frobisher (* um 1535 in Normanton, Yorkshire; † 22. November 1594 in Plymouth) war ein englischer Seefahrer. Er unternahm zwischen 1576 und 1578 drei Reisen in die arktischen Gebiete, unter anderem, um die Nordwestpassage, den nördlichen Seeweg von Europa nach Asien, ausfindig zu machen.

## Herkunft und Privatleben
Frobisher entstammte einer alten Familie, die seit Mitte des 14. Jahrhunderts in West Yorkshire ansässig war. Er wuchs als Kind von Margaret York und Bernhard Frobisher in Altofts auf. Sein Geburtsdatum ist jedoch unbekannt, selbst das Geburtsjahr ist nicht gesichert. Frobisher selbst gab das Jahr 1539 an; da sein Name zu dieser Zeit jedoch in keinem Geburtsregister auftaucht, ist eine Geburt 1535 oder 1536 wahrscheinlicher.:S. 25
Im August 1542 starb Frobishers Vater und drei Jahre später seine Mutter. Daraufhin wurde er zur Erziehung nach London zu seinem Onkel Sir John York geschickt.:S. 8 Mit 15 Jahren begann er auf Geheiß dieses Onkels eine Ausbildung zum Seefahrer, die er 1565 mit 23 Jahren als Kapitän abschloss.
Am 30. September 1559 heiratete Frobisher eine Witwe aus Yorkshire, Isobel Richard, die aus ihrer vorherigen Ehe mit Thomas Riggat von Snaith neben Grundbesitz auch Kinder in die Ehe einbrachte. Über ihr häusliches Leben ist wenig bekannt, aber nachdem Frobisher ihr gesamtes Erbe für die Finanzierung seiner Unternehmungen aufgewendet hatte, scheint er sie und ihre Kinder verlassen zu haben. Schließlich starb Isobel in einem Armenhaus.:S. 45
1590 heiratete Frobisher seine zweite Frau Dorothy, eine Tochter von Lord Wentworth und Witwe von Paul Withypool von Ipswich, wodurch er zum Eigentümer einiger Ländereien in Yorkshire und Nottinghamshire wurde. Sie hatte eine bereits erwachsene Tochter. Details der Beziehung zwischen Frobisher und Dorothy sind nicht erhalten.:S. 389f.

## Leben als Seefahrer bis 1578
Frobisher nahm während seiner Ausbildung an mehreren Handelsfahrten nach Guinea teil.
1553 segelte er, ca. 17 Jahre alt, mit Thomas Wyndham mit drei Schiffen und 140 Mann nach Westafrika. Diese erste englische Expedition dorthin kehrte mit einer Fülle an Gold und Pfeffer zurück, doch starben über zwei Drittel der Teilnehmer an Hitze oder Krankheiten, so auch Wyndham selbst.:S. 27
Trotz dieser Erfahrung kehrte Frobisher im folgenden Jahr mit einer Expedition nach Guinea zurück. Während an der Küste Handel getrieben wurde, meldete sich Frobisher freiwillig, als Geisel an Land zu gehen. Die Afrikaner stellten daraufhin allerdings abrupt den Handel ein und hielten ihre Geisel fest.:S. 27 Die Expedition ließ Frobisher dort zurück, um an anderer Stelle weiter zu handeln. Schließlich kehrten sie mit einer Menge an wertvollen Gütern nach England zurück, allerdings ohne Martin Frobisher. Der junge Frobisher wurde an die Portugiesen übergeben, die ihn ungefähr neun Monate im Fort São Jorge da Mina inhaftierten. Daraufhin schickten ihn die portugiesischen Behörden nach Lissabon, von wo aus er schließlich nach England zurückkehrte.:S. 41ff
Nach seiner Rückkehr nach England gab er zwischen 1556 und 1560 seine Tätigkeit als Händler auf und verdingte sich als Freibeuter.:S. 47ff Nach einer wechselhaften Laufbahn als Freibeuter gelangte Frobisher um 1570 in den Dienst der englischen Königin: 149 und patrouillierte von da an legal, vor allem in der irischen See, um französische und portugiesische Schiffe aufzubringen.
Um 1575 begann Frobisher, sich in London um die Finanzierung einer Expedition zur Erforschung der Nordwestpassage zu bemühen.:S. 108 Er stützte sich dabei vor allem auf Forschungsergebnisse Sir Humphrey Gilberts (eines Halbbruders Sir Walter Raleighs), der in seiner Schrift Discourse die Existenz einer solchen Passage propagiert hatte.:S. 100 – 103 Frobisher trieb genügend Geld für die Expedition auf und stach im Sommer 1576 mit drei Schiffen in See. Auf dieser ersten Reise entdeckte er die nach ihm benannte Frobisher-Bucht.:S. 46f Nach seiner Rückkehr im Herbst 1576 mehrten sich aufgrund von Untersuchungen an einigen von Frobisher mitgebrachten schwarzen Steinen die Gerüchte, dort, wo Frobisher gewesen sei, gebe es Golderz,:S. 4 und so wurde innerhalb kürzester Zeit eine zweite Expedition ausgerüstet, einerseits, um wieder nach der Nordwestpassage, andererseits aber vor allem, um nach Gold zu suchen.:S. 135
Sowohl Michael Lok (um 1532–1622) – Händler und Kopf der Company von Cathay – als auch Frobisher stellten im Jahr 1577 Anträge an die Königin. Lok strebte für seine Gesellschaft die Kontrolle über den Handel im Nordwesten an, Frobisher beantragte seine Ernennung zum „Großadmiral aller Meere und Gewässer“ der nordwestlichen Meere und Gouverneur aller von ihm entdeckten Länder. Ob die Anträge jedoch überhaupt von der Königin beachtet oder in Betracht gezogen wurden, ist nicht bekannt.:S. 160
Im Frühjahr 1577 stach Frobisher erneut mit drei Schiffen in Richtung Nordwesten in See.:S. 6 Als er im Herbst mit 200 Tonnen „Golderz“ und drei Inuit von seiner Expedition zurückkehrte, war man allseits begeistert und gewährte ihm großzügige Mittel für eine dritte Reise.:S. 35 :S. 8 So machte sich Frobisher im Frühsommer 1578 mit einer Flotte von 15 Schiffen nochmals auf den Weg, diesmal ausschließlich mit dem Auftrag, „Golderz“ abzubauen und vor Ort eine dauerhafte Kolonie einzurichten.:S. 155 Nach einer größtenteils von Misserfolgen geprägten Reise kehrte Frobisher im Herbst 1578 nach England zurück, wo sein „Golderz“ inzwischen als wertloses Pyrit erkannt worden war.

## Reisen in die Arktis

### Erste Reise
7. Juni 1576 bis 9. Oktober 1576
Schiffe: Barkschiff Gabriel (25 Tonnen), Barkschiff Michael (25 Tonnen), 1 Pinasse (10 Tonnen):S. 2
Besatzung: insgesamt 39 Mann
Missionsziel: Suche der Nordwestpassage:S. 1
Verlauf: Bereits 1574 trat Frobisher mit der Bitte um Unterstützung für seine erste Expedition in die Arktis an den Privy Council heran, wurde von diesem allerdings an die Muscovy Company verwiesen. Die Gesellschaft erteilte Frobisher schließlich die erhoffte Erlaubnis. Die finanzielle Unterstützung war jedoch recht gering, da die Reise ein hohes Risiko barg und kein großer oder baldiger Profit zu erwarten war. Auch vom Königshaus Englands erhielt Frobisher keine Unterstützung.:S. 108
Am 7. Juni brach Frobisher schließlich mit einer aus drei Schiffen bestehenden Flotte auf. Von London aus segelte Frobisher (auf der Gabriel) über die Orkneyinseln in Richtung Westnordwest.
Die Expedition erreichte am 26. Juni die Shetlandinseln, wo sie anhielt, um ein Leck im Rumpf der Michael zu reparieren und die Wasserfässer der Schiffe aufzufüllen. Noch am selben Abend setzte die Flotte wieder Segel und fuhr drei Tage lang nach Nordwesten, bis ein Sturm aufkam, der sie bis zum 8. Juli pausenlos traf. Am 11. Juli 1576 wurde Festland gesichtet, das sie für die Insel Frisland hielten, tatsächlich jedoch die Südostspitze Grönlands ist.:S. 135f
Bis zu diesem Punkt blieb die Flotte beisammen. Als sie jedoch die Davisstraße überquerte, wurde sie von einem weiteren heftigen Sturm getroffen. Währenddessen wurde die Flotte getrennt. Die Pinasse versank mitsamt ihrer vier Mann starken Besatzung und die Michael kehrte nach England zurück.:S. 137:S. 43
Die Gabriel setzte die Reise allein fort, bis sie am 26. Juli die vermeintliche Küste von Labrador erreichte, die eigentlich ein Teil der Baffininsel war. Frobisher nannte das Gebiet „Queen Elizabeth’s Foreland“.:S. 137ff:S. 25
Das Schiff erreichte wenige Tage später die Mündung der später so benannten Frobisher-Bucht und da Eis und Wind die Weiterfahrt nach Norden verhinderten, beschloss Frobisher, die Bucht nach Westen hinaufzufahren. Von dieser glaubte er, sie sei der Eingang zur Nordwestpassage, und nannte sie Frobisher-Straße.:S. 46f An einem sonnigen Tag im August beschloss Frobisher, an Land zu gehen und die höchste Stelle der Insel aufzusuchen. Er hoffte, dort Anzeichen auf die Existenz einer Passage zu finden. Hierbei trafen die Engländer zum ersten Mal auf die Inuit von Baffin Island.:S. 113
Man begann untereinander Handel zu treiben; da jedoch keiner die jeweils andere Sprache beherrschte, stellte sich die Kommunikation als schwierig heraus und es kam zu Missverständnissen. So dachten einige Engländer, dass sie einen der Inuit als Führer durch das unbekannte Gebiet und die näheren Inseln gewinnen konnten. Am 20. August sollte dieser von fünf Seemännern an Land gebracht werden. Weder die Männer noch das dazu genutzte Boot wurden jedoch jemals wieder von den Engländern gesehen.:S. 53 Während die Seemänner annahmen, die fünf vermissten Seeleute seien gefangen genommen und vermutlich ermordet worden, erzählt die Geschichte der Inuit noch Jahrhunderte später von fünf Matrosen, die von ihrem Schiff ausgesetzt wurden. Es ist anzunehmen, dass es sich dabei um die fünf vermissten Männer Frobishers handeln könnte.:S. 54ff
Als Reaktion auf dieses Ereignis entführte Frobisher seinerseits einen Inuk als Anschauungsobjekt und trat mit der verbliebenen dreizehn Mann starken Besatzung die Heimreise an. Zuvor nahm er jedoch noch das Land formell im Namen der Königin in Besitz. Das Schiff legte am 26. August ab und kam am 9. Oktober wieder in London an.:S. 115f
Unter den Dingen, die Frobisher mitgebracht hatte, befand sich ein schwarzer Stein, den einer der Männer auf der Oberfläche der Baffininsel gefunden und für Seekohle gehalten haben soll.:S. 3 Kurz nach seiner Rückkehr überließ Frobisher den Stein, einem früheren Versprechen entsprechend, Michael Lok. Dieser ließ das Erz von einigen sachverständigen Prüfern untersuchen, die zum Schluss kamen, es sei wertlos. Lok jedoch glaubte immer noch daran, dass der Stein von Wert war, und brachte ihn zu einem in London lebenden italienischen Alchemisten. Dieser gab an, der schwarze Stein beinhalte Gold.:S. 4

### Zweite Reise
26. Mai 1577 bis 23. September 1577

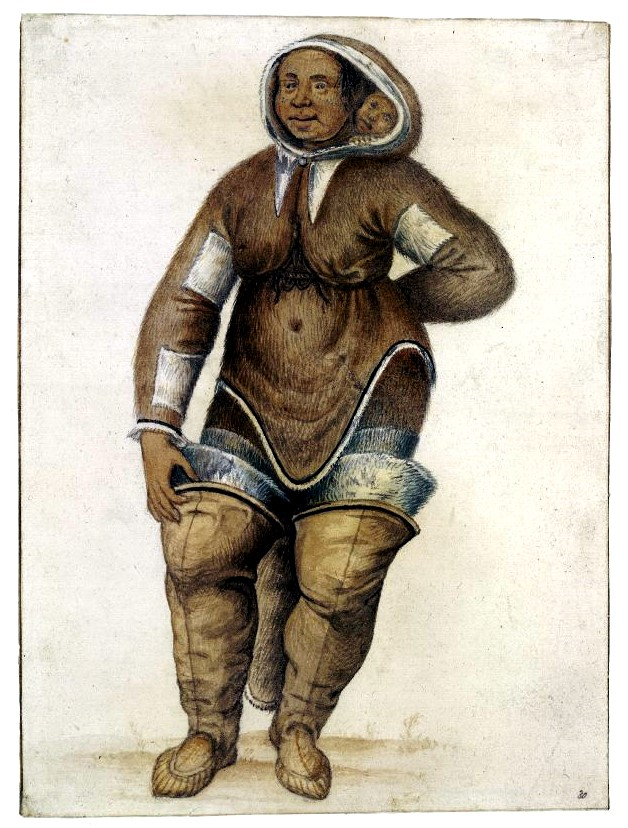
Malerei der entführten Inuitfrau mit ihrem Kind von 1577, entstanden während der zweiten Expedition Frobishers

Schiffe: Aid (200 Tonnen, Kpt. Christopher Hall),:S. 123ff Gabriel (25 Tonnen), Michael (25 Tonnen):S. 6
Besatzung: 120 Mann:S. 172
Missionsziel: Suche und Sammlung von „Golderz“, Überwinterung, bei Ausbleiben von Goldfunden Rücksendung der Aid nach London und Suche der Nordwestpassage durch die Gabriel und die Michael:S. 135
Verlauf: Im Jahr 1577 wurde eine weitere Expedition ausgerüstet. Die Flotte bestand aus den beiden Barken der ersten Expedition, Michael und Gabriel, sowie der Aid, einem Schiff der Königin.:S. 6
Michael Lok, der Direktor der Company von Cathay, beantragte in Vorbereitung auf diese Expedition zudem bei der Königin eine Charta. Dieser zufolge hätte die Company von Cathay das alleinige Recht haben sollen, die Ressourcen aller Meere, Inseln und Gebiete im Westen und Norden Englands sowie aller anderen Waren und Menschen zu nutzen. Frobisher würde hierbei lediglich 1 % der Gewinne zugewiesen werden. Diese Bitte wurde jedoch ignoriert, wodurch die Company eine informelle Organisation ohne königliche Genehmigung blieb. Stattdessen investierte die Königin 1000 Pfund in die Expedition und blieb somit der größte Investor.:S. 59
Die Flotte verließ London am 31. Mai 1577 mit einer Besatzung von 120 Mann auf drei Schiffen.:S. 32 Diese Zahl an Männern umfasste eine Gruppe von Sträflingen, die ausgewiesen und als Bergleute in den neuen Ländern eingesetzt werden sollten. Frobisher hatte die zugeteilte Besatzungsstärke um mindestens zwanzig Mann, vielleicht sogar um bis zu vierzig Mann überschritten. Briefe des Geheimen Rates warteten jedoch in der Stadt Harwich auf ihn, worin befohlen wurde, den Überschuss zu kürzen. Infolgedessen schickte er die Sträflinge und eine Reihe von Seeleuten am letzten Maitag an Land und segelte nach Norden.:S. 172f
Die Flotte ankerte am 7. Juni in St. Magnus Sound auf den Orkneyinseln, um Wasser aufzuladen. Am 4. Juli 1577 wurde zum ersten Mal „Frisland“ (Grönland) gesichtet. Hall und Frobisher versuchten hierbei jeweils, das Festland auf einem Beiboot zu erreichen, scheiterten jedoch aufgrund der schlechten Sicht und des Eises, das durch den Nebel versteckt wurde. Am 8. Juli nahm Frobisher, da er keine Gelegenheit zur Landung hatte, Kurs nach Westen. Die Schiffe gerieten fast augenblicklich in heftige Stürme und trennten sich. Sie setzten diesen Weg mehrere Tage lang fort und erst als sich das Wetter am 17. Juli klärte, konnten die Schiffe wieder in Kontakt treten.:S. 173ff
Ein Seemann an Bord der Aid entdeckte noch am selben Abend Hall’s Island, wo nach weiteren Proben des schwarzen Erzes gesucht und am folgenden Tag auch gefunden wurden.:S. 34 Am 19. Juli landeten Frobisher und vierzig seiner besten Männer auf Hall’s Island und machten sich auf den Weg zum höchsten Punkt, wo sie den Besitz des neuen Landes kennzeichneten und feierlich für den Erfolg ihres Unternehmens beteten.:S. 175
Hier trafen sie auch wieder auf Inuit. Die Beziehungen zu den Inuit waren auch diesmal blutig und von Misstrauen geprägt. Es kam zu Auseinandersetzungen, nachdem Frobisher und Hall versuchten, zwei Männer bei einer Feier der Inuit zu entführen. Frobisher selbst kam mit einer Fleischwunde davon und einige seiner Männer wurden verletzt.:S. 176f Schlussendlich schafften sie es jedoch, drei Inuit gefangen zu nehmen, eine Inuitfrau mit ihrem Kind und einen Inuitmann.:S. 35
Es wurde versucht, die fünf vermissten Männer der vorherigen Reise zu finden. Dies stellte sich jedoch als vergeblich heraus:S. 71 und so begannen die Engländer mit dem Sammeln des schwarzen Steins. Am 23. August 1577 brach man mit 200 Tonnen „Golderz“ in Richtung England auf. Während eines Sturms, bei dem der Schiffsführer der Aid über Bord gespült wurde, verlor die Flotte den Kontakt. Die Schiffe legten den restlichen Weg jeweils alleine zurück und kamen in England an unterschiedlichen Häfen zu unterschiedlichen Zeitpunkten an. Am 23. September 1577 erreichte Frobisher mit der Aid Milford Haven.:S. 76 – 79
Frobisher wurde von der Königin für seine Verdienste gedankt und belohnt. Das neu in Besitz genommene Land wurde von der Königin Meta Incognita genannt.:S. 189f Die gefangene Inuitfamilie erregte im Oktober 1577 großes Aufsehen in England; der Mann Kalicho stellte auf dem Avon sein Können als Jäger im Kanu zur Schau, indem er zwei Enten mit dem Speer erlegte. Aufgrund von Infektionskrankheiten starben alle drei Inuit noch im selben Jahr.

### Dritte Reise
30. Mai 1578 bis 1. Oktober 1578
Schiffe: 15 Schiffe
Besatzung: 400 Mann

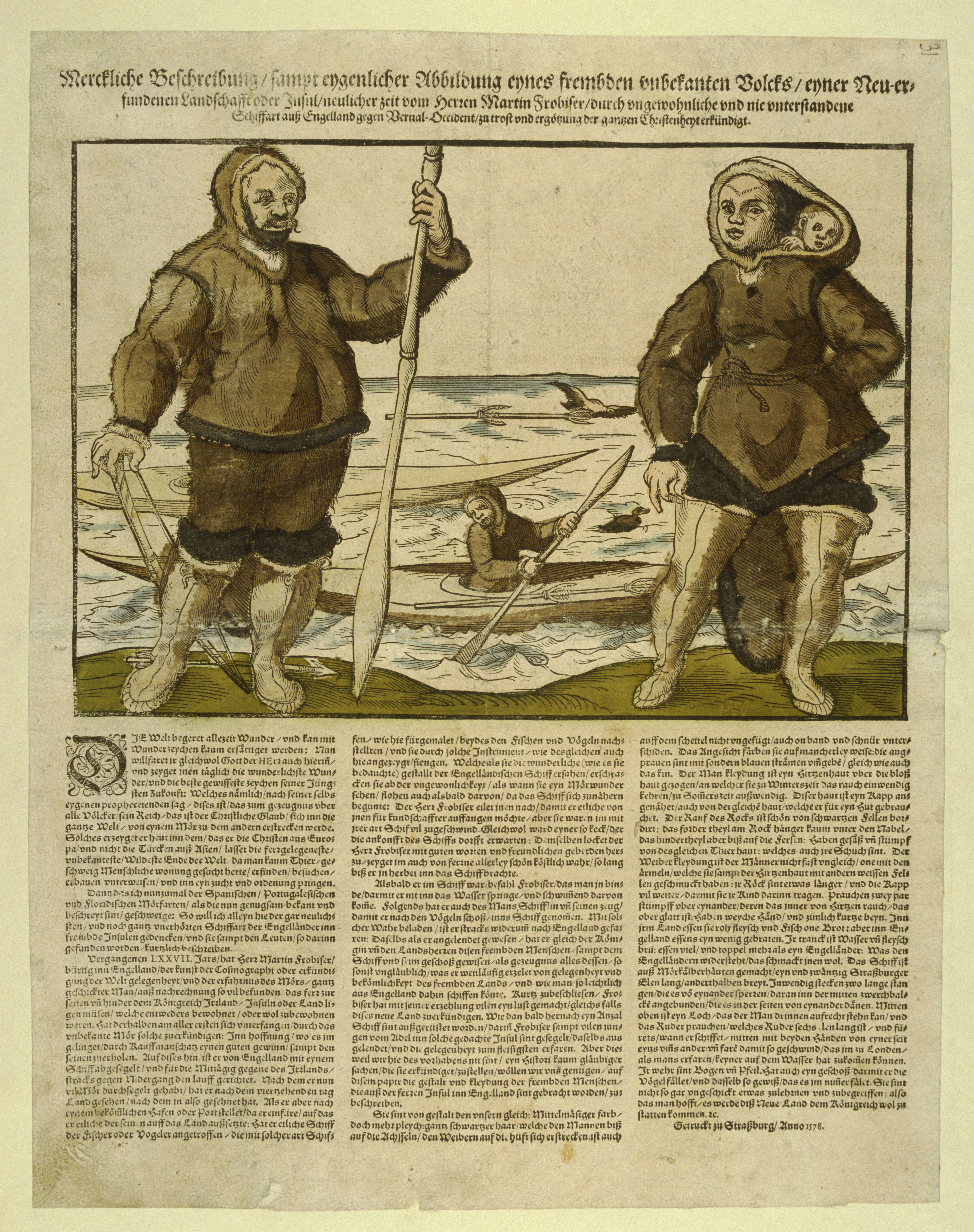
Bericht über Frobishers dritte Reise 1578

Missionsziel: Abbau von „Golderz“ auf den Inseln in und vor der Frobisher Bay, Errichtung einer dauerhaften Kolonie vor Ort:S. 155
Verlauf: Im Glauben, dass die Ladung aus der letzten Expedition sehr wertvoll war, wurde eine dritte Expedition in größerem Umfang als alle vorangegangenen vorbereitet.:S. 8 Von Harwich Naze aus segelte die Expedition ab dem 31. Mai 1578 unter Leitung Frobishers dem Ärmelkanal entgegen.:S. 1 Am 20. Juni 1578 erreichten sie Grönland, wo sie vor Anker gingen und vergeblich versuchten, Kontakt zu den Inuit aufzunehmen. Bei dieser Gelegenheit nahm Frobisher Grönland für seine Königin Elisabeth I. in Besitz und gab ihm den Namen „West-England“.:S. 9
Auf der Weiterfahrt zur Frobisher Bay gerieten die Schiffe in stürmisches Wetter und zusätzlich versperrte gefährliches Eis den Weg. Als Folge davon sank ein Barkschiff, die Besatzung konnte allerdings gerettet werden. Gerade der Verlust dieses Schiffes war besonders schmerzhaft, da es das Bauholz für das geplante Überwinterungsquartier enthielt.
Wenig später verlor Frobisher während eines Blizzards den Kurs und geriet mitsamt seiner Flotte in die damals noch unbekannte Hudsonstraße, die er als „Mistaken Street“ („Verwechselte Straße“) bezeichnete.:S. 227 Darin segelte die Flotte mehr als 60 Meilen weit. Frobisher dürfte der Erste gewesen sein, dem aufgefallen war, dass sie sich auf dem falschen Kurs befanden.:S. 87 Schließlich kehrte die Flotte um und erreichte am 23. Juli 1578 wieder die offene See.:S. 39
Einige Schiffe waren inzwischen schwer beschädigt, und unter Teilen der Besatzung begann sich eine Meuterei abzuzeichnen.:S. 90ff Frobisher blieb jedoch bei seinem Ziel, das „Golderz“ zu bergen, und so erreichte die Flotte unter Nöten am 30. Juli 1578 den Countess of Warwick Sound in der Frobisher Bay.:S. 111
Hastig begann man mit dem Abbau des „Golderzes“, musste sich allerdings bereits nach einem Monat mit nur 1000 geförderten Tonnen wieder auf den Rückweg machen. In diesem Zuge wurde auch der Plan, eine Kolonie zu gründen, aufgrund des Mangels an Material für den Bau der Unterkünfte und sich verstärkender Meinungsverschiedenheiten unter der Besatzung fallen gelassen.:S. 44
Mit dem geförderten „Golderz“ an Bord brach die Expedition am 31. August auf, um zurück nach England zu segeln.:S. 16:S. 191 Zwischen dem 24. September 1578 und dem 1. Oktober 1578 erreichte die zerstreute Flotte England.:S. 195f 40 Mann waren auf der Reise umgekommen.
Das Erz wurde zu einer speziell errichteten Schmelzanlage in der Powder Mill Lane in Dartford gebracht. Dort wurden Anstrengungen unternommen, um Gold oder Silber zu gewinnen, und weitere Untersuchungen durchgeführt.:S. 139ff Der schwarze Stein erwies sich jedoch als wertlos und wurde schließlich für die Straßenmetallisierung verwendet.:S. 146 Die Company von Cathay ging daraufhin in Konkurs und auch Michael Lok war ruiniert. Dies bedeutete das Ende von Frobishers Versuchen, die Nordwestpassage zu erkunden.

## Karriere nach den Arktisreisen
Finanziell ruiniert und in zahlreiche Streitereien mit früheren Geschäftspartnern und Geldgebern verstrickt, nahm Frobisher 1580 eine Stelle als Kapitän auf einem königlichen Schiff an und bekämpfte die Spanier, welche zu dieser Zeit die irischen Aufständischen unterstützten. Er erhielt während der Zeit nach seinen Expeditionen einige kleinere Aufträge von der Königin, wie zum Beispiel 1580 die Blockade von Smerwick Harbour.:S. 148
1585 nahm er am Englisch-Spanischen Krieg teil, wo er als Vize-Admiral unter Francis Drake diente und das Kommando über die Primrose führte.:S. 148 Die Funktion des Vize-Admirals hatte Frobisher vermutlich der Königin selbst zu verdanken.:S. 299 Während dieses Feldzuges eroberte er unter anderem das spanische Fort bei Cartagena.:S. 312
Nur zwei Jahre später wurde Frobisher das Kommando über eine kleine Flotte im Ärmelkanal übertragen. Mit dieser war er 80 Tage auf See, bis die Flotte am 31. Oktober wieder anlegte.:S. 333 1588 erhielt er in der Schlacht gegen die spanische Armada das Kommando über die Triumph, die größte englische Galeone, mit welcher er vier spanische Galeassen versenkte, woraufhin man ihn zum Ritter schlug.
Am 27. August 1594 stach Frobisher zum letzten Mal als Admiral der Königin in See.:S. 406 Im November desselben Jahres wurde Frobisher im Kampf gegen die Spanier an der Spitze einer stürmenden Truppe bei Fort Crozon in der Nähe von Brest verwundet. Man brachte ihn nach Plymouth, wo er zwei Wochen später verstarb.:S. 148
Seine sterblichen Überreste wurden nach London gebracht, wo man ihn in der Kirche St. Giles, Cripplegate, beisetzte.:S. 420 Die Überreste seiner dritten Expedition wurden vom amerikanischen Entdecker Charles Francis Hall während dessen Expedition 1860–1862 aufgefunden.
Die kanadische Regierung, vertreten durch den für das Historic Sites and Monuments Board of Canada zuständigen Minister, erklärte Frobisher am 3. Juni 1957 zu einer „Person von nationaler historischer Bedeutung“, insbesondere für die erste Kartierung der östlichen Teile der kanadischen Arktis, die durch seine Entdeckungsfahrten möglich wurde. Diese Ehrung befindet sich allerdings in einem laufenden Überprüfungsverfahren; Gründe sind Kolonialismus und „Fehlen einer historisch bedeutsamen Schicht“ („absence of a significant layer of history“, eine Rubrik, die gemäß den Review-Richtlinien meist für den Ausschluss der Perspektive indigener Bevölkerungsgruppen steht).
Seinem Wohnhaus und einer Eisenhütte auf Kodlunarn Island, Territorium Nunavut, wurde 1964 als erstem Objekt in diesem Territorium der Status National Historic Site of Canada/Lieu Historique du Canada zuerkannt (siehe die Liste der National Historic Sites of Canada in Nunavut). Die Hauptstadt des Territoriums Nunavut, vormals Frobisher Bay, wurde 1987 in Iqaluit umbenannt.